# Catedral Nossa Senhora da Luz (Guarabira)
Catedral Nossa Senhora da Luz ou Catedral de Guarabira, geralmente chamada apenas de Catedral da Luz, é a catedral da Diocese de Guarabira e a sé episcopal oficial do Bispo Diocesano de Guarabira. É sede da Paróquia Nossa Senhora da Luz, situada na praça Nossa Senhora da Luz, no centro do município de Guarabira.
Classificada pela IPHAEP como Patrimônio Histórico do Estado da Paraíba, a Catedral da Luz é o principal templo da Diocese de Guarabira e a mais importante entre as igrejas do bispado do brejo paraibano. Sua construção recebeu inúmeras modificações ao longo das últimas décadas. Por ser um importante local de peregrinação que polariza a fé dos católicos de várias cidades do entorno, foi elevada à dignidade de Catedral no dia 11 de outubro de 1980.

## História

### Inicio
A primeira menção de uma capela situada na cidade de Guarabira data de 15 de maio de 1730, construída pelo padre João Milanês sob o patrocínio de Nossa Senhora da Conceição. Conforme testemunho de muitos historiadores locais, a substituição da padroeira do vilarejo dá-se por ocasião da chegada de José Rodrigues da Costa, natural de Beiriz, que traz consigo uma imagem de Nossa Senhora da Luz, a qual, depois de 1755, passou a ser a padroeira do povoado e, posteriormente, da paróquia.
De acordo com o testemunho do Monsenhor Emiliano de Cristo, em 01 de novembro de 1755, com o grande terremoto de Lisboa que destruiu a cidade e matou mais de 10.000 pessoas, José Rodrigues Gonçalves da Costa afirmou junto a Nossa Senhora da Luz, padroeira de sua terra Beiriz, que mudaria de Portugal para onde não houvesse tremor de terra. Assim fez, cumprindo sua promessa, escolhendo Guarabira.
A capelinha de 1730 estava localizada onde atualmente encontra-se a igreja de Nossa Senhora da Luz. Entretanto, como faz saber Coriolano de Medeiros, foi erguida outra capela em 1755 por Costa Beiriz, destinada originalmente a abrigar a Imagem de Nossa Senhora da Luz, localizada provavelmente nas imediações da propriedade do português. A presente informação faz pensar que as duas capelas coexistiram por um indeterminado número de anos, sendo, a devoção a Nossa Senhora da Luz difundida com maior intensidade, ganhando a preferência dos habitantes e, com o passar dos anos, naturalmente, consolidou-se a supressão da primitiva devoção a Nossa Senhora da Conceição.
Sobre as estruturas, sabe-se que “[...] o tempo destruiu a ermida de Nossa Senhora da Luz de 1755 e conservou a de Nossa Senhora da Conceição de 1730, de forma que, quando 107 anos depois desta última data, em 1837, criou-se a freguesia de Guarabira, a Matriz passou a ser a primitiva capela de Nossa Senhora da Conceição”.
É difícil imaginar que a pequena capela de 1730 tenha chegado a meados do século XIX sem nenhuma alteração em sua estrutura e tamanho. É provável que essa capela tenha sofrido pequenas modificações, graças ao aumento da população e ao enriquecimento do lugarejo. Por ocasião da elevação à matriz, em 1837, a igreja, que possuía uma estrutura pequena e tímida, recebeu importantes mudanças.

### Interior da Igreja
O relato mais antigo sobre o interior da igreja remonta a 05 de março de 1888 e retrata a visita pastoral à paróquia, realizada pelo cônego e arcediago Luiz Francisco de Araújo, que na ocasião representava Dom José Pereira da Silva Barros, Bispo de Olinda. O visitador faz alusão à existência de um altar-mor de madeira e exorta o monsenhor Walfredo Leal a substituí-lo por outro de alvenaria e, ao mesmo tempo, motiva o avanço da obra das laterais da igreja e de seus altares.
A respeito de uma visita realizada em 1911 por Dom Adauto Aurélio de Miranda Henriques, encontramos relatos dos festejos da benção da nova matriz que, conforme os ditos do prelado, achava-se completamente reformada com feições modernas e artísticas. Esta pode ser considerada a segunda maior reforma realizada no edifício, sendo registrado, além dos reparos gerais, a construção das robustas colunas de sustentação, munidas de artísticos capiteis. Conquistas que foram possíveis graças aos esforços do padre Inácio de Almeida, vigário paroquial, e do povo da cidade, que contaram, na ocasião, com a oferta generosa de 52,000 contos de reis provindos da capital.

### Reformas importantes
Passados poucos anos, temos a menção das reformas e melhorias realizadas na matriz pelo cônego João Gomes Maranhão, que assumiu os trabalhos na cidade de Guarabira aos 04 de fevereiro de 1917, e aí desempenhou seu ministério até 02 de fevereiro de 1933. Dentre as melhorias realizadas neste tempo destacam-se: a colocação do forro de madeira na capela-mor (presbitério), na nave e nos corredores laterais com pintura a óleo; a instalação do piso em mosaico nos corredores laterais; a pintura a óleo com detalhes artísticos da capela-mor e dos altares laterais; além da eletrificação de toda igreja. Sobre os trabalhos externos, o cônego enumera alguns, como: a restauração do telhado e a recuperação das paredes, completando os reparos com o calçamento de pedra ao redor do edifício para conservá-lo e protegê-lo. A vitalidade destes trabalhos foi possível pelo esforço dos paroquianos e por recursos próprios do cônego João Gomes Maranhão.
Como sucessor imediato do referido cônego, chega a Guarabira o padre Emiliano de Cristo para desempenhar o ministério mais duradouro da história dessa comunidade. Ao assumir os trabalhos na freguesia de Nossa Senhora da Luz, o padre Emiliano granjeia uma paróquia num efervescente clima de obras. Suas ações de reforma, nos primeiros anos, configuraram-se como uma continuação das obras já realizadas pelo cônego João Gomes Maranhão. Neste contexto, as necessidades por melhorias estruturais do templo ainda eram urgentes, mas os recursos mostravam-se cada vez mais escassos. Por isso, uma das principais marcas no cuidado do padre Emiliano, foi a parceria com diversos setores da sociedade, contando também com o auxílio dos prefeitos da época.
Auxiliado pelos prefeitos Ferreira de Melo, Dr. Sabiniano Maia e o Sr. Sebastião Duarte e pela população, o padre Emiliano de Cristo conseguiu construir a fachada principal da igreja e a torre e comprou o relógio que foi adquirido com uma boa porcentagem em dinheiro, produto de um concurso feito no Jornal das Moças durante a festa da padroeira.

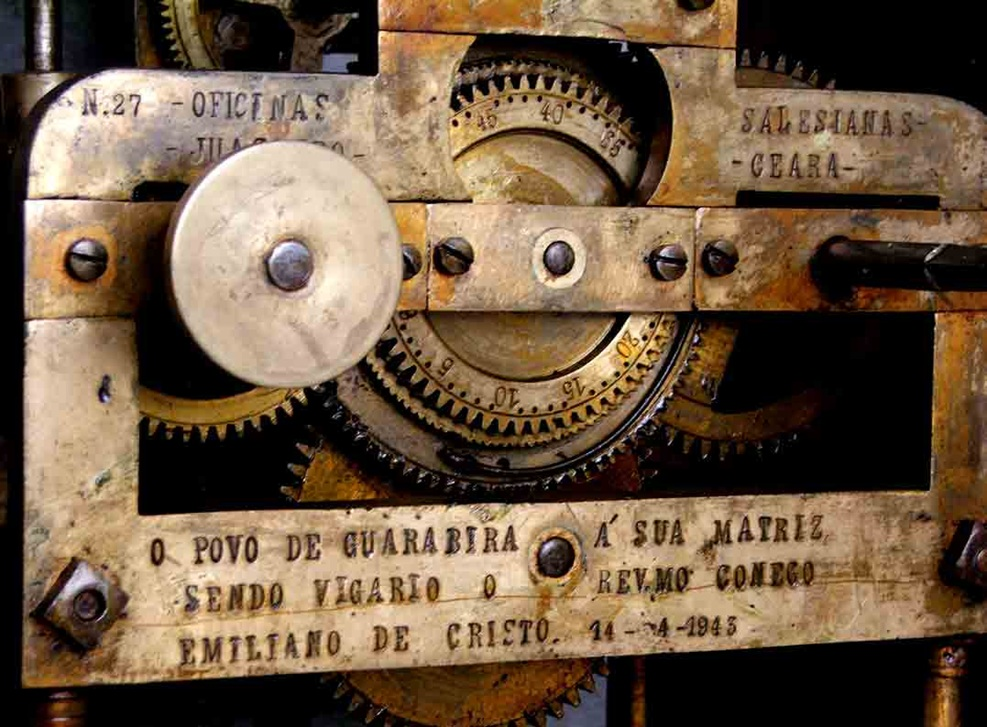
Relógio da torre

Um dos maiores desafios do padre empossado era o embelezamento da parte externa da igreja, que, como faz saber o cônego João Gomes Maranhão, possuía defeitos em sua arquitetura. As reformas realizadas até aquele momento deram à fachada do templo uma estrutura sem harmonia, devido ao recente incremento dos corredores laterais, que terminam com suporte para duas torres. Deve-se deduzir que as duas torres não foram construídas em consideração dos custos dispendiosos que acarretaria tamanha obra, vendo-se por bem a construção de uma só torre erguida, em anexo, ao centro da igreja. Os trabalhos da fachada são dados por concluídos em 29 de junho de 1934. No entanto, o padre não faz alusão da conclusão da torre, que provavelmente deve ter sido terminada por aqueles dias, haja vista que, em novembro daquele mesmo ano, ela é citada por Dom Adauto, em sua última visita pastoral à paróquia: “Fizemos nossa visita canônica a Matriz, recentemente melhorada em sua fachada, ostentando magnífica torre”.  É certo que a torre só receberá seu relógio no dia 15 de junho de 1943, de moderno maquinário, oriundo da companhia relojoeira "oficinas salesianas" do Juazeiro do Norte, Ceará, possuindo quatro mostruários, movidos por mecanismo à corda. O incremento deste acentuou a proximidade da igreja com toda a cidade e o novo “vizinho” foi rapidamente incorporado à vida da população, passando a marcar, com suas badaladas, o ritmo da vida dos guarabirenses. Além das imprescindíveis melhorias externas, não se pode ocultar as importantes melhorias internas realizadas pelo monsenhor Emiliano. Ainda em 1934, a igreja recebe em sua nave e laterais um novo piso de mosaico, o atual piso da Catedral. Outra marcante benfeitoria foi a construção, em 1940, do altar-mor da matriz, peça em alvenaria que passou a substituir o primitivo retábulo de madeira, citado nos registros pelo arcediago Luiz Francisco de Araújo, no paroquiato do monsenhor Walfredo Leal.

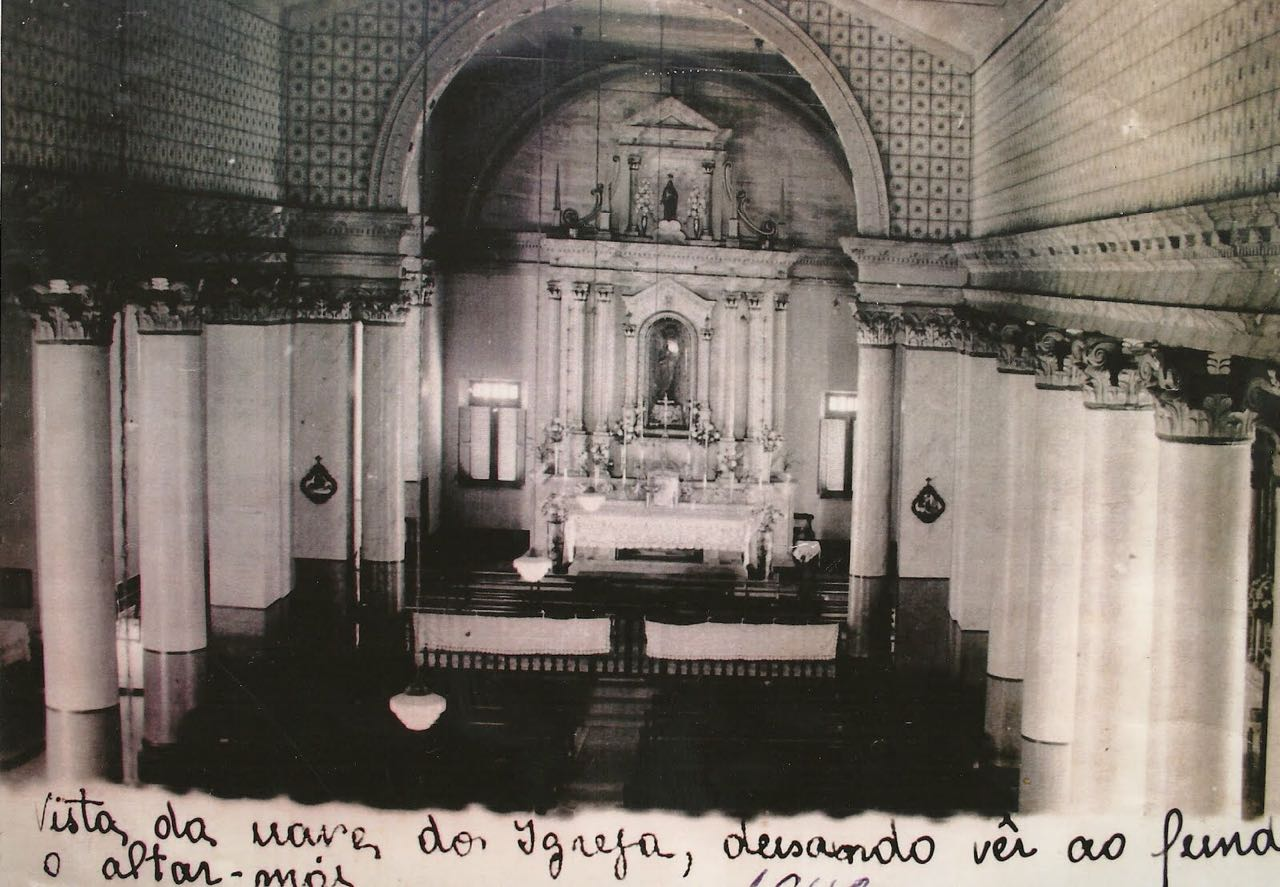
Altar-mor construído pelo Mons. Emiliano

Não é possível esquecer a construção da sacristia da paróquia, feita com um salão superior e ornada com um nicho externo, ostentando a imagem de Nossa Senhora das Graças, doada à comunidade pela família Porpino. É oportuno nomear também a construção de uma escadaria para o coro e, para efeito de luz e ventilação, a abertura de vários janelões laterais. 

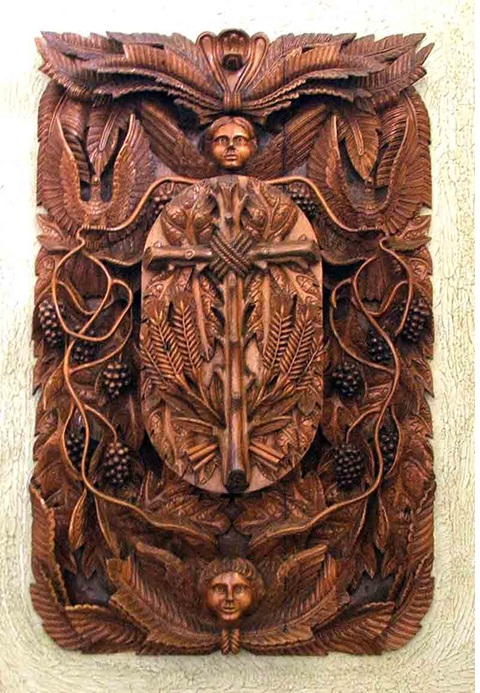
Sacrário instalado em 1981

Com a saída do monsenhor Emiliano, em março de 1967, a cidade de Guarabira aguardava ansiosamente a instalação do futuro bispado e a igreja de Nossa Senhora da Luz preparava-se para ascender ao status de Catedral. Nesse período, o templo já apresentava a fisionomia atual, configurando-se em uma das maiores igrejas do estado, sendo, por isso, uma das principais belezas da cidade. Entretanto, ainda naquele século, em 1979, as paredes da matriz iriam testemunhar seu terceiro período de reformas, realizada, desta vez, em preparação para a instalação de uma Diocese em Guarabira. Diferente das anteriores, agora a reforma estava sendo encabeçada por um bispo, Dom Marcelo Carvalheira, que naquele contexto estava como bispo auxiliar da Arquidiocese da Paraíba, exercendo a função de vigário episcopal da região do Brejo, com sede em Guarabira. Nessa terceira grande reforma, a matriz foi fechada por aproximadamente três meses. As missas passaram a ser celebradas no salão paroquial e as imagens dos altares deixaram a igreja, sendo levadas em procissão para as comunidades da cidade. Os recursos necessários para a reforma vieram primeiramente da generosidade dos fiéis de toda Região Episcopal, principalmente da cidade de Guarabira, sendo imprescindível também o auxílio oriundo de pessoas e paróquias da Europa que eram próximas a Dom Marcelo. As modificações mais consideráveis dão-se na reforma do telhado, com a substituição do forro de madeira nas laterais por lajotas rebocadas, sendo feita, também, a permuta do forro da nave central com artística imagem de Nossa Senhora, por um novo de madeira nobre. Nas laterais observa-se a conservação dos nichos dos santos de devoção popular, sendo retirada destes o altar para celebração. Há de se considerar a derrubada de um altar dedicado a Santa Teresinha, que existia no final do corredor esquerdo e foi substituído por uma porta, sendo colocada em suas imediações um painel em madeira com as estações da via sacra, feitas de barro em junho de 1981, pelo artista Antônio Alves Dias, da cidade de Limoeiro do Norte, Ceará. No final do corredor direito, foi efetuado o fechamento de uma porta e, em seu lugar, colocado um magnifico sacrário, peça talhada em madeira elaborada pelo artista recifense José Antônio Costa em fevereiro de 1981, com a montagem de uma capela para o Santíssimo Sacramento naquele lugar. O templo, também, recebe nova rede elétrica e um som de qualidade, seguindo os avanços disponíveis para a época. A parte da igreja que sofreu consideráveis modificações em sua disposição e arquitetura foi o presbitério, que perdeu seu piso de mosaico, substituído por outro de pedra verde. Recebeu ainda, em suas imediações, uma pia batismal em pedra talhada que antes estivera na entrada da igreja e um ambão esculpido artisticamente na madeira. Um dos pontos mais delicados desta reforma, que despertou alvoroço e polêmica na cidade e região, foi a derrubada do altar-mor de Nossa Senhora da Luz, construído na década de 40, pelo monsenhor Emiliano de Cristo. A decisão um tanto delicada teve motivação, segundo pessoas próximas a Dom Marcelo, pela necessidade que o bispo encontrava de ter um presbitério amplo que comportasse grandes solenidades e eventos diocesanos em sua Catedral. O altar encontrava-se disjunto da parede ocupando parte considerável do presbitério, que era reduzido. Considera-se, ainda, o seu anseio de restituir à igreja um antigo nicho que, segundo ele, pertencia ao primitivo retábulo presente no presbitério com datação anterior ao altar construído pelo monsenhor Emiliano.

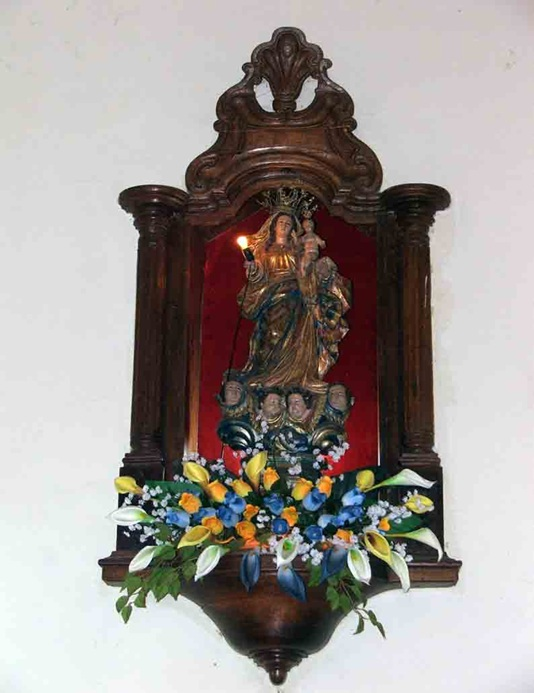
Nicho de madeira incorporado ao presbitério da Igreja

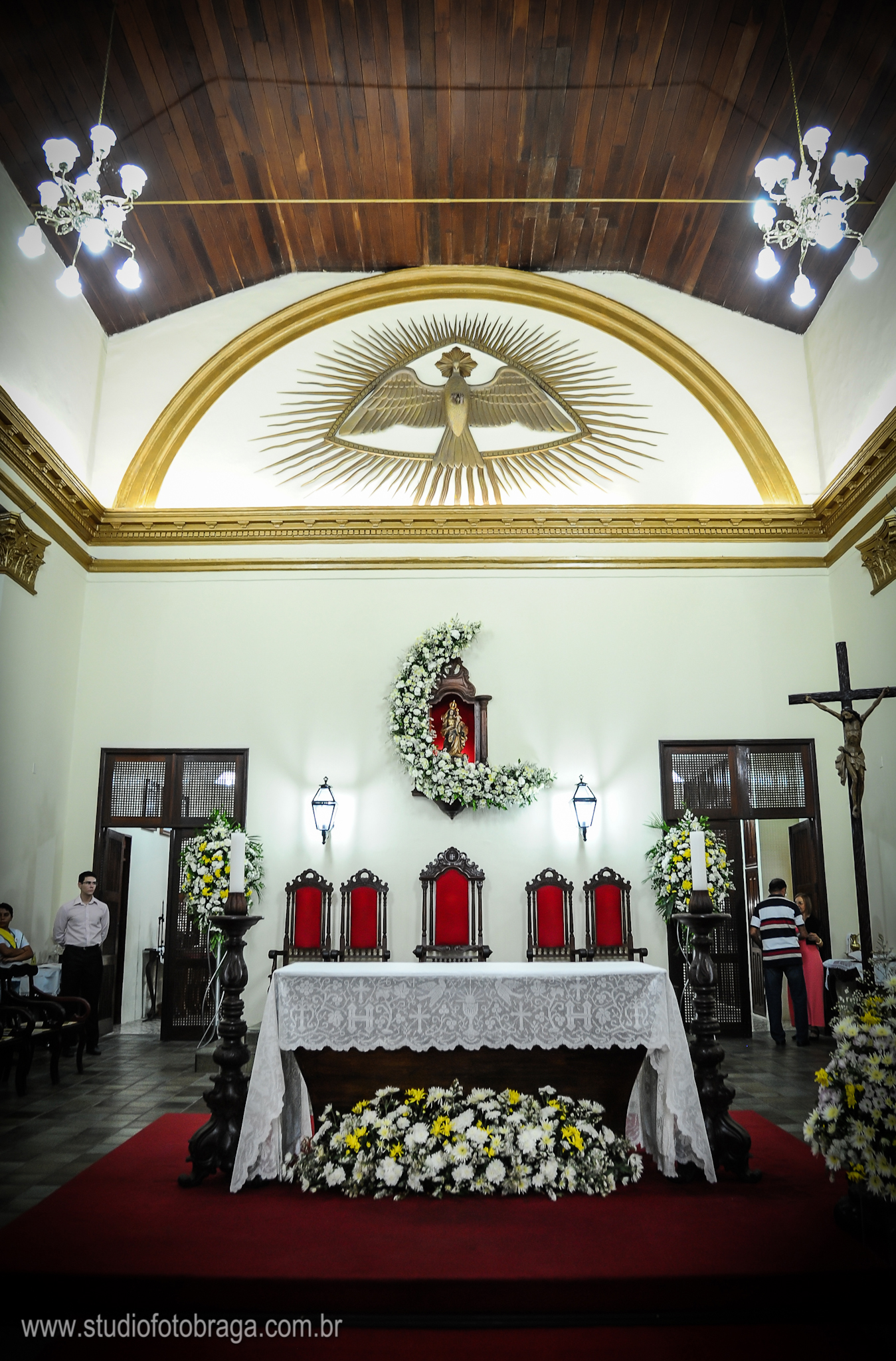
Presbitério após a reforma realizada por Dom Marcelo

A derrubada do altar despertou múltiplas reações, deixando espaço para acusações de intenção aterradora e conteúdo solúvel ante a verdade dos fatos. Com o findar dos trabalhos de reorganização interna, aos poucos os ânimos acalmaram-se e os equívocos foram gradativamente esclarecidos. O presbitério, agora sem o altar-mor, apresentava aos fiéis em seu lugar uma imagem talhada em madeira do divino Espírito Santo que, cercada por raios, localizava-se acima do nicho de madeira que continha a imagem barroca, talhada em madeira, de Nossa Senhora da Luz. Conforme prometia Dom Marcelo, voltava à igreja o altar do sacrifício que fizera parte do primitivo retábulo. A reabertura da igreja foi celebrada com solenidade e festa, justamente no aniversário de 5 anos de sagração episcopal de Dom Marcelo, aos 27 de dezembro de 1980. As imagens dos altares laterais e a preciosa imagem de Nossa Senhora da Luz retornaram à igreja trazidas, em andores, pelos animadores das comunidades da cidade. A missa reuniu milhares de pessoas, assim como sacerdotes, seminaristas, autoridades civis e bispos como Dom Manuel Pereira, Dom José Lamartine, Dom Manuel Palmeira, Dom José Maria Pires, que era arcebispo da Paraíba e presidiu a celebração eucarística, além de Dom Marcelo, bispo auxiliar da capital. Concluída esta última reforma, a igreja de Guarabira, agora Catedral de Nossa Senhora da Luz, não conheceu radicais mudanças em seu estilo e arquitetura no passar das décadas.

### Reconstrução do altar-mor

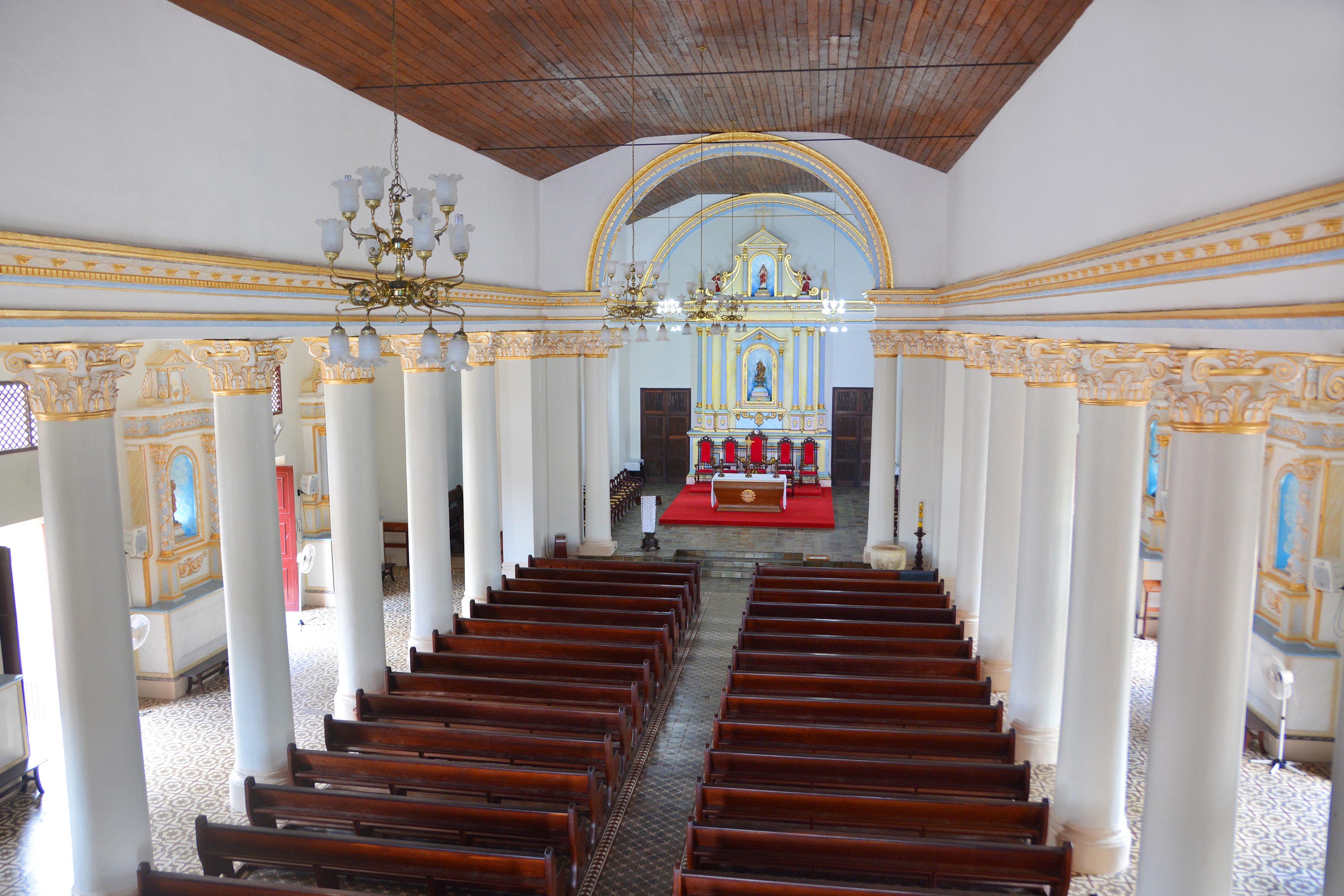
Vista da nave central em 2019

Recentemente, a Catedral da Luz testemunhou a reconstrução do altar de Nossa Senhora da Luz, obra que comoveu e mobilizou o povo de Guarabira e região, somando-se aos preparativos estruturais para acolhida do quarto bispo diocesano, Dom Aldemiro Sena. Em novembro de 2017, o Administrador diocesano monsenhor José Nicodemos Rodrigues de Sousa deu início às obras de reconstrução, tendo em mãos o ofício Nº 1298/2017/GD/IPHAEP, que publicou o deferimento do projeto registrado como “CAE – 25.11.17” e assinado pela Diretora Executiva do Instituto do Patrimônio Histórico e Artístico do Estado da Paraíba, a professora Cassandra Eliane Figueiredo Dias, em resposta à solicitação apresentada pela Diocese de Guarabira sob o processo Nº 0299/2017/IPHAEP. 
Na obra da reconstrução, foram investidos aproximadamente R$ 60.000,00, desde a elaboração do projeto arquitetônico até a pintura final. Estiveram envolvidos mais de 15 profissionais de diferentes áreas. Durante as 10 semanas em que duraram as obras, foram utilizados mais de 9.000 tijolos. O artesão responsável pela obra foi o senhor João Numeriano, que contou com a ajuda dos pedreiros Valdemerson Camilo de Moura e Leandro de Barros Pinto e dos auxiliares Marcelo Justino e Nicodemos Mouzinho Alexandre. A pintura foi idealizada e executada pelo padre Severino dos Santos Melo, sacerdote incardinado no clero da Arquidiocese da Paraíba.
No dia 28 de Janeiro de 2018, em uma santa missa solene que contou com a presença de centenas de devotos, foram abençoados o novo altar-mor da Catedral dedicado à Nossa Senhora da Luz e ao Sagrado Coração de Jesus e a nova mesa para celebração do sacrifício, confeccionada em madeira nobre com medidas proporcionais ao porte de novo espaço celebrativo. O novo altar segue características do antigo altar-mor, construído pelo monsenhor Emiliano, entrando em completa harmonia com o conjunto arquitetônico do edifício e, ao mesmo tempo, dialogando com tendências modernas por meio de sua pintura marmorizada.

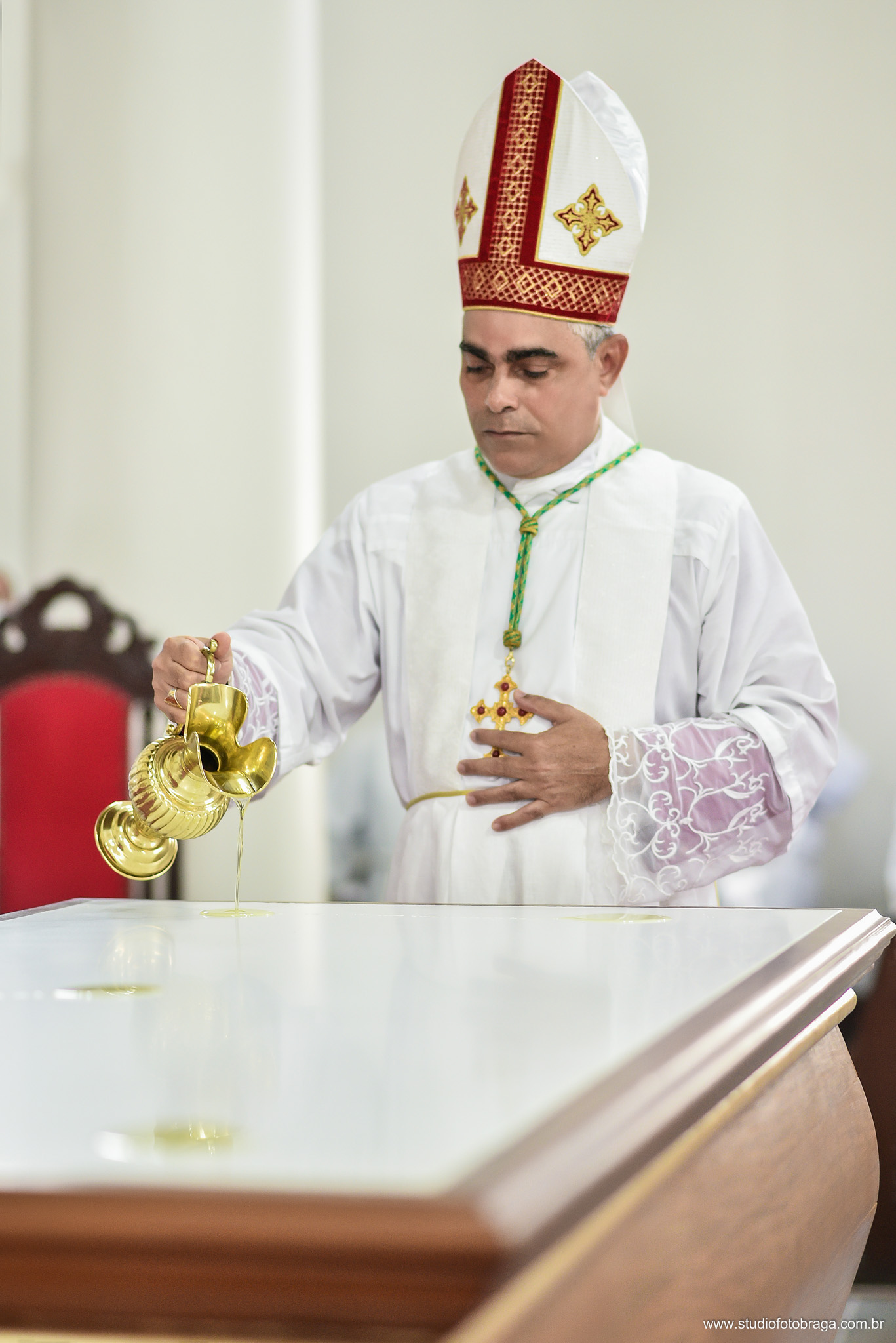
Unção do altar durante dedicação

### Dedicação da igreja e unção do altar
Durante as celebrações do jubileu dos 40 anos de criação da Diocese, Dom Aldemiro Sena dos Santos - 4º Bispo Diocesano de Guarabira, realizou a Dedicação da igreja e a unção do seu altar. Para a realização deste importante rito litúrgico, foram depositadas no altar as relíquias de São Vicente de Paulo (ex ossibus) e Santa Dulce dos Pobres (ex corpore - ex cineribus). Além do clero diocesano, a celebração contou com a participação dos seminaristas, religiosos, religiosas e dezenas de fiéis que representaram as lideranças das foranias da Diocese. Na ocasião, a Paróquia Nossa Senhora da Luz presenteou a Diocese de Guarabira com um báculo pastoral que passou a ser usado pelo Bispo nas celebrações que reúnem toda a Igreja Particular.

### Reestruturação do relógio e dos sinos
Com seu relógio e seus sinos, a torre da Catedral de Guarabira é o maior símbolo da nossa cidade. Se os “sinos são eco da voz de Deus”, a torre da sede episcopal do bispado de Guarabira estava sem voz há várias décadas. Como esse antigo relógio se encontrava parado e sabendo que isto era motivo de tristeza para o clero e para a população da cidade, o Pároco da Catedral à época fez um levantamento com o objetivo de encontrar empresas ou profissionais realmente qualificados para efetuar a manutenção daquele equipamento. Depois de muitas negociações, no dia 08 de dezembro de 2021 (solenidade da Imaculada Conceição de Nossa Senhora), foi definitivamente fechado o contrato com a empresa “Beatek – Sinos e relógios”, no valor de R$ 65.000,00 (sessenta e cinco mil reais). O contrato firmado incluiu a instalação de quatro mecanismos eletrônicos de relógio com seus respectivos mostradores, dois mecanismos eletrônicos para balanço dos sinos, dois martelos eletrônicos para batidas de horas e o comando central do sistema Tok Sino III. Além disso, os dois sinos que até então eram acionados por meio de corda, também foram restaurados.
Para arcar com as despesas contratadas, a paróquia reuniu a equipe de Pastoral da comunicação (PASCOM) e elaborou uma série de estratégias de divulgação e recolhimento de doações. A campanha de arrecadação se desenvolveu de maneira progressiva e pouco a pouco os recursos foram chegando. Através da mediação da Sra. Maria Verônica Diogo – primeira dama – o Exmo. Sr. Prefeito de Guarabira Marcus Diogo, solicitou à Câmara Municipal a aprovação de um projeto que doou R$ 32.500,00 (trinta e dois mil e quinhentos reais) para a campanha.
Desse modo, no dia 08 de abril de 2022, Sua Exa. Revma. Dom Aldemiro Sena, Bispo diocesano de Guarabira, inaugurou o equipamento fazendo o acionamento eletrônico pela primeira vez. Naquela ocasião se concretizou o tão esperado sonho de ouvir novamente os sinos da Catedral tocando com sublimidade. Agora, a torre da Catedral da Luz tem uma voz que é doce, bela, elegante, que nos eleva até o céu e nos aponta para Deus. Parafraseando o salmista, pode-se dizer: “Seu som ressoa e se espalha em toda terra” (cf. Salmo 18, 5).

## Padres da paróquia
Lista de párocos, administradores paroquias e vigários da Paróquia Nossa Senhora da Luz
1837 a 1841 – Padre José Pereira de Araújo (Pároco)
1841 a 1842 – Padre Damaro de Assunção Pires (Vigário)
1842 a 1844 – Padre Jacinto Messias Pereira de Mangoaba (Vigário)
1844 a 1848 – Cônego João José do Espírito Santo (Pároco)
1848 a 1849 – Padre Joaquim Victor Pereira (Pároco)
1849 a 1850 – Padre Manoel Carvalho e Silva (Pároco)
1850 a 1851 – Padre Francelino Coelho Viana (Vigário)
1851 a 1856 – Padre Trajano de Figueiredo Lima (Pároco)
1856 a 1866 – Cônego João José do Espírito Santo (Pároco)
1866 a 1869 – Padre José Paulo Monteiro de Lima (Pároco)
1869 a 1870 – Padre Emídio Fernandes de Oliveira (Pároco)
1870 a 1871 – Padre Francelino Coelho Viana (Pároco)
1871 a 1871 – Padre João do Rego Moura (Vigário)
1871 a 1872 – Padre Manoel Luiz do Nascimento (Pároco)
1872 a 1873 – Padre Ladislau Adolpho Saldanha (Pároco)
1873 a 1884 – Cônego Antônio Alves de Carvalho (Vigário)
1884 a 1904 – Monsenhor Walfredo Soares dos Santos Leal (Pároco)
1899 a 1900 – Padre José Bethamio Gomes de Nóbrega (Vigário)
1904 a 1910 – Padre Inácio de Almeida (Pároco)
1911 a 1915 – Cônego Vicente Ferrer Pimentel (Pároco)
1915 a 1915 – Padre Francisco Lucena Sampaio (Vigário)
1915 a 1915 – Cônego Amâncio Ramalho Cavalcanti (Pároco)
1916 a 1916 – Padre Jerônimo César (Pároco)
1916 a 1916 – Cônego José Trigueiro de Brito (Vigário)
1917 a 1933 – Cônego João Gomes Maranhão (Pároco)
1933 a 1967 – Monsenhor Emiliano de Cristo (Pároco)
1945 a 1945 – Padre Ruy Barreira Vieira (Vigário)
1945 a 1946 – Padre Epaminondas José de Araújo (Vigário)
1948 a 1949 – Padre Manoel Palmeira da Rocha (Vigário)
1961 a 1968 – Padre Pedro Micallef (Vigário)
1967 a 1976 – Padre Geraldo da Silva Pinto (Pároco)
1977 a 1984 – Padre Celestino Grillo (Administrador)
1977 a 1984 – Padre Luigi Albert Pescarmona (Administrador)
1984 a 1987 – Padre Francisco Adelino dos Santos (Administrador)
1987 a 1991 – Padre Cristiano Muffler (Administrador)
1991 a 2007 – Monsenhor José Nicodemos Rodrigues de Sousa (Pároco)
2007 a 2011 – Padre Paulo José de Lima (Administrador)
2011 a 2016 – Padre Adauto Tavares Gomes (Administrador)
2013 a 2015 – Pe. Marinaldo Flor da Silva (Vigário)
2015 a 2016 – Pe. José Ednaldo Ribeiro da Rocha (Vigário)
2016 a 2017 – Padre Joanderson Marinho de Lira (Administrador)
2016 a 2017 – Pe. Antônio Lins de Oliveira (Vigário)
2016 a 2017 – Pe. João Batista da Silva (Vigário)
2017 a 2024 – Padre Kleber Rodrigues Oliveira (Pároco)
2017 a 2020 – Pe. Daniel de Lima Andrade (Vigário)
2020 a 2021 – Pe. Osvaldo de Oliveira, PSDP (Vigário)
2021 a 2021 – Pe. Ricardo Ferreira Silva, PSDP (Vigário)
1984 – Mons. Luigi Albert Pescarmona (Vigário)
2023 a 2023 - Pe. Osvaldo de Oliveira, PSDP (Vigário)
2023 - Padre Elias Marinho da Silva (Vigário)
2024 - Padre Raul Rodrigues da Costa Neto (Pároco)

## A padroeira

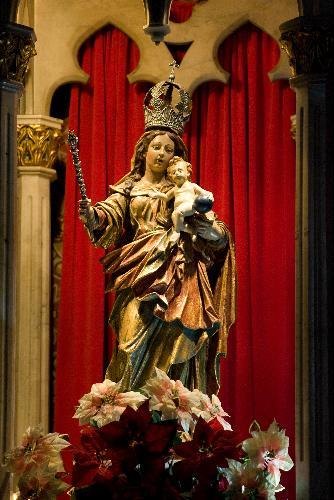
Nossa Senhora da Luz

### História da devoção
Padroeira de diversas cidades brasileiras como Luz (MG) e Curitiba (PR), Nossa Senhora da Luz viu sua devoção surgir em Portugal, quando o país ainda era um Reino e investia alto nas grandes navegações e na conquista da África. Pero Martins, nascido em Carnide, pequena cidade próxima a Lisboa, foi o precursor da devoção.  Martins participou de várias viagens para a África à procura de aventuras e riquezas, quando, em 1459, foi aprisionado por árabes, que prometeram restituir-lhe a liberdade apenas quando fosse pago um alto valor como resgate. Como ninguém sentiu compaixão para pagar o resgate, Pero se viu abandonado na prisão sofrendo humilhações e crueldades. No ano de 1463, sem nenhuma esperança de libertação, Pero começou a pedir a intercessão de Nossa Senhora, para que ela o libertasse daquela situação. Como resposta às orações, Nossa Senhora apareceu a ele em seus sonhos, com uma auréola iluminada por uma luz extraordinária, dizendo as seguintes palavras: "Filho, consola-te. Eu te livrarei do cativeiro. E quando estiveres livre, ainda que sejas pobre, não deixarás de fazer o que agora lhe digo: - Irás a Carnide no termo de Lisboa e far-me-ás sobre a fonte do Machado uma ermida que terá a inscrição de: Santa Maria da Luz. Neste lugar meu nome há de ser glorificado, honrado e aumentado com muitas maravilhas e milagres que nele serão feitos por minha intercessão à muitas pessoas devotas. Quando chegares a Carnide, acharas sob minha luz e claridade os sinais que teus naturais veem sobre a Fonte do Machado. Aí acharas uma bela imagem e nela mostrarei quem sou". Passado algum tempo, Pero Martins foi liberto pelos árabes e seguiu estritamente as ordens que a Senhora da Luz lhe deu. Construiu, então, uma capela dedicada à Nossa Senhora da Luz e encontrou a imagem mencionada pela Virgem em seus sonhos. Fundou-se imediatamente um convento e uma igreja a ela dedicada, que conheceu grande incremento devido ao incentivo de D. Maria de Portugal, Duquesa de Viseu. A partir de então, a devoção começou a se espalhar grandemente e se firmou em terras portuguesas. Posteriormente, a devoção foi difundida pelos portugueses também no Brasil. Segundo o padre Antônio Vieira, o título era tradicionalmente invocado pelos cegos: "Perguntai aos cegos para que nasce esta celestial Menina, dir-vos-ão que nasce para Senhora da Luz".  
Em Guarabira, o culto a Nossa Senhora da Luz deve-se ao português José Rodrigues da Costa que, refugiando-se do grande terremoto de 1755, chegou ao Brasil trazendo uma imagem da santa e, por volta de 1760, junto com seu filho Padre Cosme, começou a promover a devoção à Virgem da Luz nas terras guarabirenses. Foi no pontificado do Papa Gregório XVI, que o Bispo de Olinda,  Dom João da Purificação Marques Perdigão, criou canonicamente a Paróquia de Nossa Senhora da Luz, aos 27 de abril de 1837. Sua festa ocorre no período de 23 de janeiro a 02 de fevereiro (solenidade da apresentação do Senhor) com missas matinais e novenas festivas à tarde e à noite, sendo encerrada com a grande procissão que percorre o centro da cidade, seguida da Santa Missa presidida pelo Bispo Diocesano.

### A Imagem

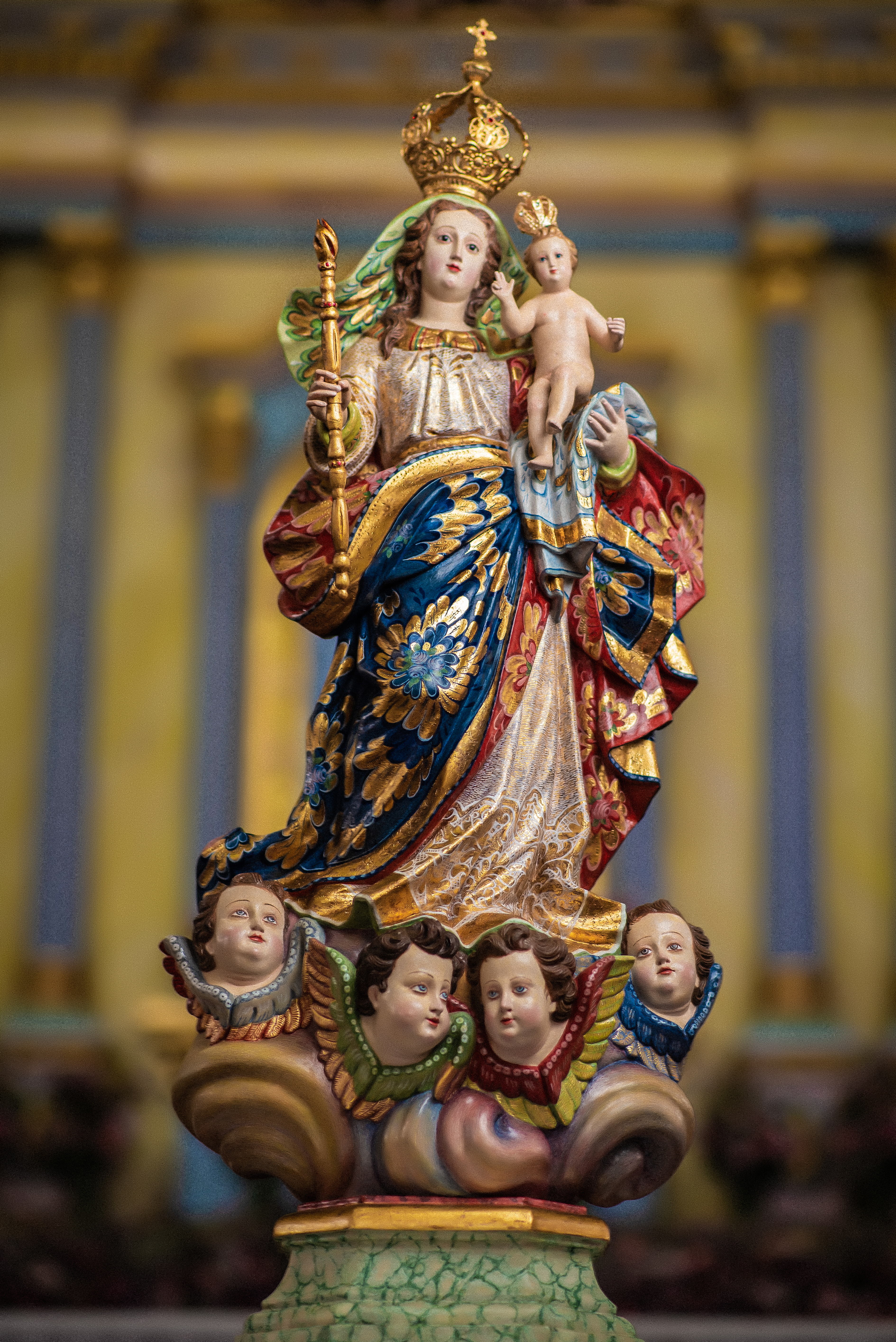
Imagem da Catedral de Luz

A preciosa imagem barroca entronizada no altar-mor da Catedral de Guarabira como padroeira diocesana tem suas origens no estilo artístico predominante nas imagens sacras do século XVIII. Em linhas gerais ela mede 86 cm de altura, 29 cm de circunferência na cabeça, 80 cm de circunferência na cintura, 98 cm de circunferência na base com anjos e sua peanha mede 84 cm. Os aspectos presentes no cabelo, na face, no manto e no pingente do manto são compatíveis com o estilo característico de um santeiro brasileiro que produziu inúmeras obras durante o século XIX. José Joaquim da Veiga Valle nasceu em Pirenópolis, Goiás, no ano de 1806 e começou sua produção de imagens sacras em 1830. Conforme podemos perceber no comentário de Raquel Machado, o estilo veigavalliano é rico e se identifica com a imagem de Guarabira:
“Podemos apontar muitas características do estilo veigavalliano, tais como: as imagens serem de baixa estatura, o tronco curto, a cintura alta, os ombros estreitos. As expressões faciais são doces, há um semblante sereno e suavidade no olhar. A cabeça é inclinada para um dos lados, os rostos são ovais, sem detalhes de ossos e veias nas mulheres. Nas imagens masculinas, os ossos do rosto são mais visíveis. A carnação é brilhante e luminosa, creme claro ou amarelado e rosado nas faces. A testa é ampla, lisa e sob os cabelos. As sobrancelhas são finas e levemente arqueadas. Os olhos são de vidro, escuros, de formato oriental com aparência de olhos empapuçados. Há também olhos que não são de vidro. O nariz é reto e afilado, as narinas alongadas. A boca é pequena, bem desenhada, os lábios cheios e vermelhos. O queixo é proeminente e redondo. As orelhas ficam a mostra em 60%, em algumas imagens estão totalmente descobertas. Os cabelos são partidos ao meio, tratados em fios riscados, formando mechas encaracoladas e sinuosas, que caem até a altura dos ombros”.

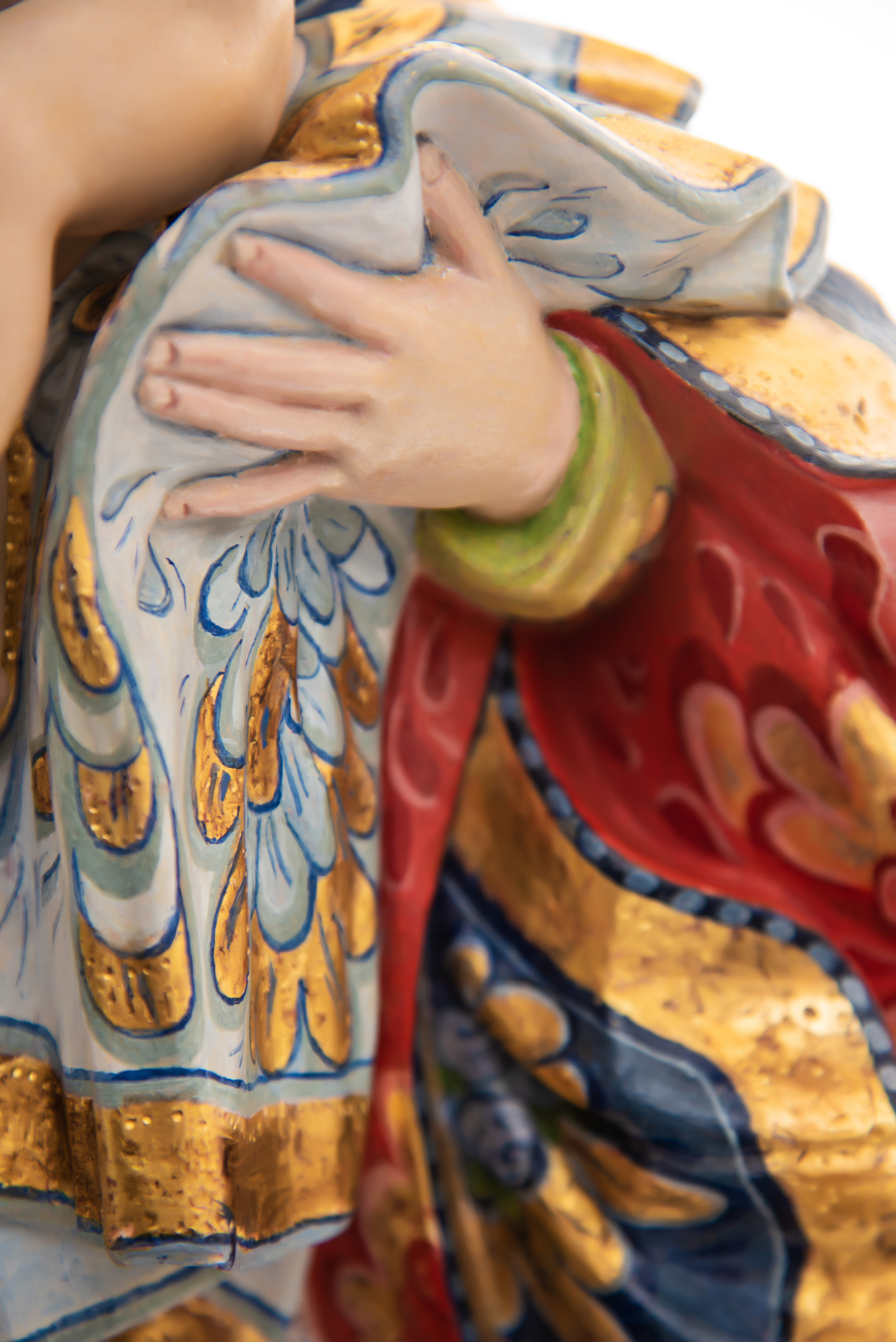
Detalhe em "V" na mão da imagem

Embora Veiga Valle não assinasse suas peças, especialistas afirmam que dentre as características mais empregadas pelo artista, um detalhe único é o que se faz perceber na mão da imagem, em formato de espátula que conservando unidos os dedos indicador e anelar formam dois “v” revelando uma marca do escultor, que se faz presente em todas as suas imagens e assinala as iniciais de seu nome, Veiga Valle, como verificamos na imagem de Nossa Senhora da Luz.
Para explicar a chegada da imagem goiana às terras guarabirenses, Heliana Angotti Salgueiro defende que muitas imagens do santeiro foram produzidas para a Nordeste, sendo um acentuado número de encomendas destinadas aos estados de Pernambuco, Paraíba e Bahia. Provavelmente estas imagens eram compradas para ornar igrejas de construção ou ampliação recentes, que por ventura necessitavam de imagens mais dignas às proporções dos templos. “Outro fator relevante é o incentivo, registrado em cartas pastorais compostas por Dom Perdigão, em favor do embelezamento da liturgia e dos espaços celebrativos expresso em reformas protagonizada por ele junto ao seu clero e colaboradores da Diocese de Olinda, da qual pertencia a cidade de Guarabira”. Por isso, podemos acreditar que em meados do século XIX (1830-1870), devido às ampliações e melhorias estruturais realizadas na antiga matriz de Guarabira, a primitiva imagem de Nossa Senhora da Luz tenha se perdido no tempo, graças ao seu desgaste natural, dando espaço à imagem conhecida pelas gerações atuais que muito provavelmente é uma obra de Joaquim da Veiga Valle, conforme advoga a pesquisa do Pe. Reinaldo Miguel Calixto.

### Hino de Nossa Senhora da Luz
No ano de 2019, a Paróquia da Catedral promoveu o resgate histórico do antigo hino de sua padroeira para devolver-lhe características originais e preservá-lo para as gerações futuras. Esse resgate só foi possível graças aos esforços do jovem Manoel Francisco de Andrade Neto e do professor Raniery Augusto Cavalcante de Oliveira, que, tendo feito uma pesquisa sobre o Maestro Jovelino Cândido Bezerra, falecido em 1989, descobriu ser ele o verdadeiro autor da música do hino à Senhora da Luz, enquanto que a letra é assinada pela senhora Clotildes de A. Guedes. Embora não se saiba com exatidão o ano em que veio a lume, é provável que o hino tenha sido composto entre os anos de 1937 e 1946, período em que Jovelino residiu em Guarabira e ocupou as funções de maestro da banda de música e professor de orfeão no Colégio Nossa Senhora da Luz. Sobre a música, o que se pode afirmar é que esta era executada em um ritmo bem mais lento, se comparado ao atual, característica das antigas marchas que embalavam as procissões de antigamente. Quanto à letra, a composição original apresentava quatro estrofes, além do refrão - uma a mais em relação ao atual. Também continha algumas palavras que desapareceram, dando lugar a outras mais de acordo com o gosto da época.

Veja versões abaixo:

Hino de Nossa Senhora da Luz (Versão Original)
Letra: Clotildes de A. Guedes
Música: Jovelino Cândido

Salve, Salve Senhora da Luz
soberana de grande explendor;
Deus te Salve, oh mãe de Jesus
nossa paz, nossa luz e nosso Amor!
- Tu bem sabes, oh terna mãe minha,
que te amamos e com devoção,
proclamamos que és a rainha
que se alteia em nosso coração.
- O teu vulto atraente que é,
numa ânsia febril nos conduz
a pedir-te entre arroubos de fé,
nos derrame do céu graça e luz.
- Aqui vimos, Senhora da Luz,
nossos cantos fazer-te sentir
e com eles pedir-te que à flux,
sobre nós tuas bênçãos cair.
- Um clarão de amor divinal,
vem de ti e a todos alcança,
és padroeira, és mãe triunfal,
és Maria – és nossa esperança.

Hino de Nossa Senhora da Luz (Versão atual)
Letra: Clotildes de A. Guedes
Música: Jovelino Cândido

Salve, Salve Senhora da Luz
soberana de grande esplendor;
Deus te Salve, ó mãe de Jesus
nossa paz, nossa luz e Amor!
- Tu bem sabes, ó terna mãe minha,
que te amamos e com devoção,
proclamamos que és a rainha
que se alteia em nossos corações.
- O teu vulto atraente que é,
numa ânsia febril nos conduz
a pedir-te entre arroubos de fé,
nos derrame do céu graça e luz.
- Aqui vimos, Senhora da Luz,
nosso canto fazer-te sentir
e com ele pedirmos com fé,
sobre nós tuas bênçãos cair.
- Um clarão de amor divinal,
vem de ti e a todos alcança,
és padroeira, és mãe triunfal,
és Maria – és nossa esperança

### Restauração da imagem

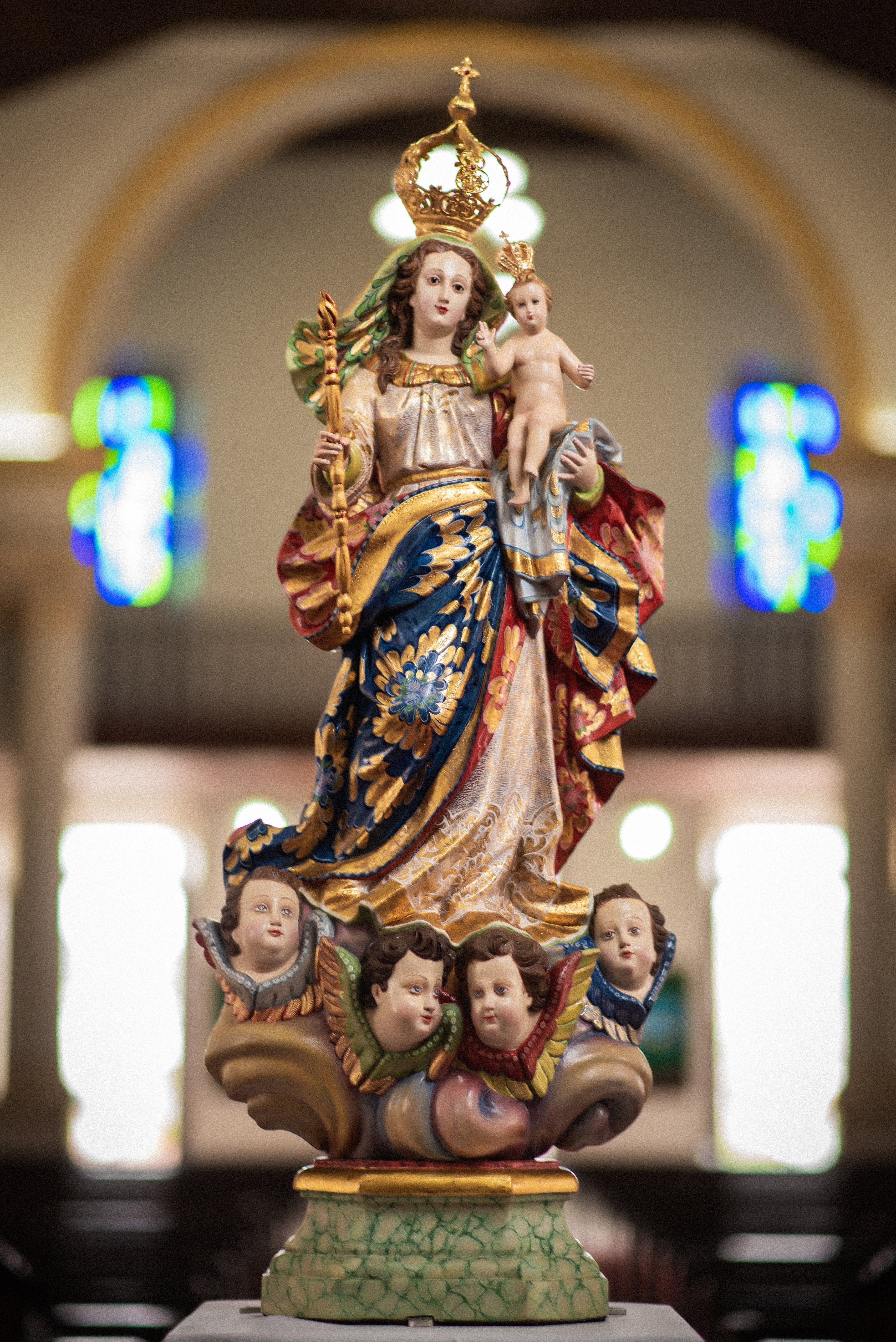
Imagem restaurada

Em meados de março de 2020, a imagem histórica de Nossa Senhora da Luz foi levada para restauração na cidade de Recife, Pernambuco. O trabalho de restauro ficou a cargo da artista Rosália Albuquerque de Menezes, funcionária aposentada do IPHAN e experiente restauradora de imagens sacras que tem realizado trabalhos desse gênero em vários estados do Nordeste. Ao longo do século XX a imagem passou por diversas modificações que foram adaptando a peça e dando a ela outro perfil. Após a restauração de 2020, foram resgatadas as cores e traços característicos contidos na imagem originalmente. Junto com a Virgem da Luz, também foram restaurados o cetro que a imagem carrega na mão, a imagem do menino Jesus que ela traz em seus braços e a peanha. Na abertura do novenário, dia 23 de janeiro de 2021, a imagem foi acolhida com festa pelos seus milhares de devotos. Em carreata, ela peregrinou por todas as cinco paróquias da cidade de Guarabira e recebeu inúmeras manifestações de carinho dos fiéis. Na chegada à Catedral, a imagem foi conduzida até o altar-mor, entronizada em seu nicho e coroada pelo pároco padre Kleber Rodrigues.

## Oração

### Oração à Nossa Senhora da Luz
Gloriosa Senhora da Luz,
aurora fecunda e benfazeja do grande Sol divino
que iluminou a pobre humanidade
envolta nas trevas do pecado,
sede a estrela fulgurante
que nos guie os passos nos caminhos
da perfeição e do bem.
Viestes várias vezes à terra
trazer aos vossos filhos aflitos
doce mensagem de paz e de amor.
Fazei que, aos clarões da vossa bondade,
eu robusteça a minha fé
e afervore o meu coração,
necessitado da graça de Deus.
Abençoai as nossas famílias,
para que elas sejam santuários de virtudes cristãs
e células vivas do Corpo Místico de Cristo.
Renovai os costumes da sociedade,
para que nela reinem a pureza,
a ordem e a concórdia fraternal.
Iluminai as nossas autoridades,
para que conduzam os destinos do Estado
com sabedoria, justiça e espírito cristão.
Virgem mãe, Senhora da Luz,
sublime padroeira de Guarabira e deste bispado,
abençoai os vossos filhos devotos
que esperam a luz da vossa proteção,
e pelos méritos infinitos de vosso Divino Filho,
alcançar um dia a eterna posse do Céu. Amém.

## Galeria

Seleção de imagens
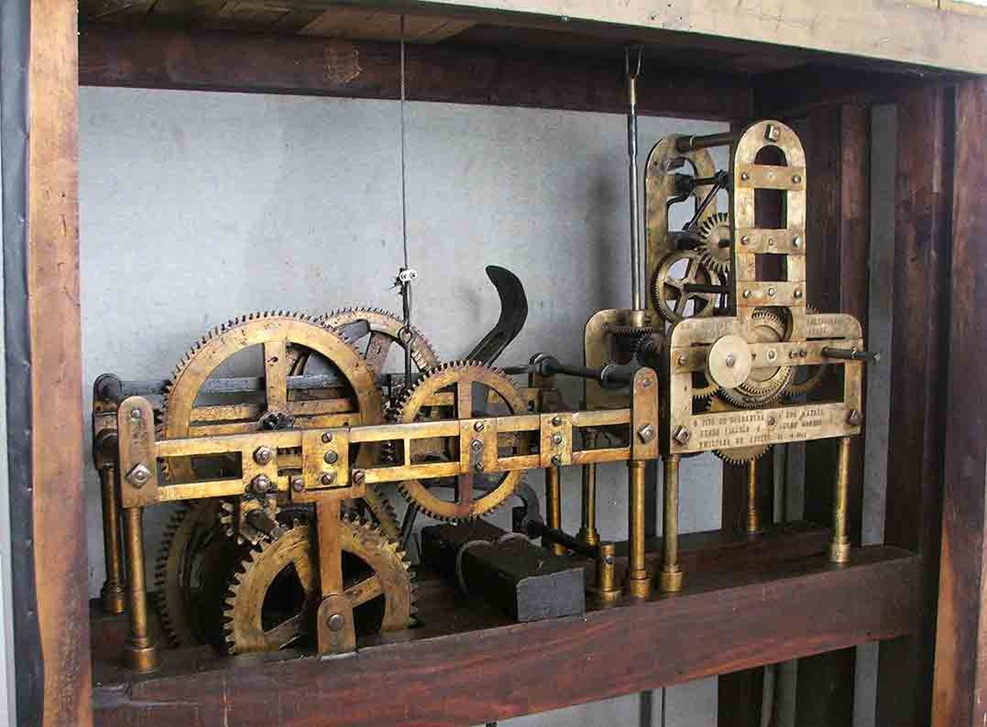
Mecanismo do Relógio da torre
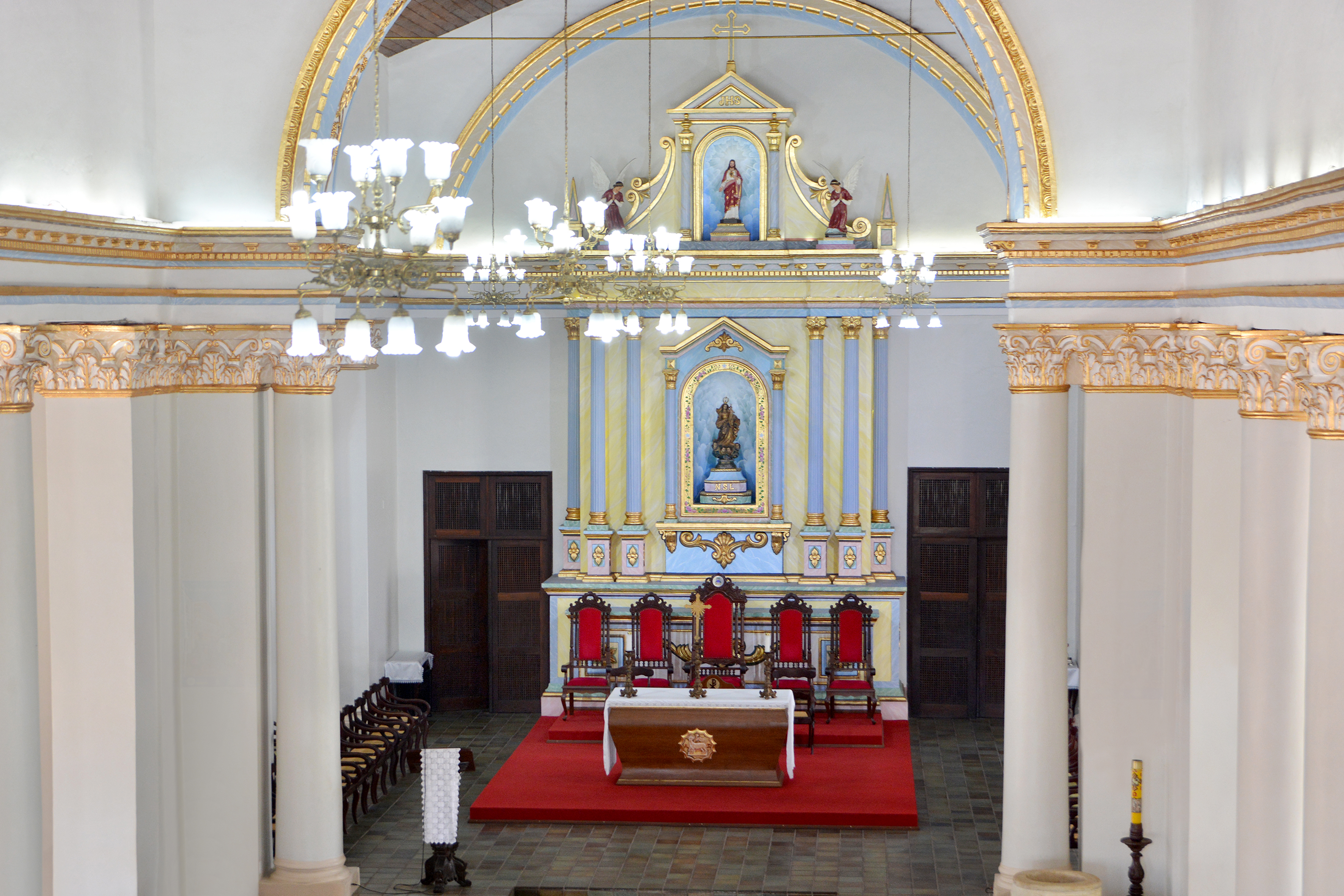
Altar-mor da Catedral
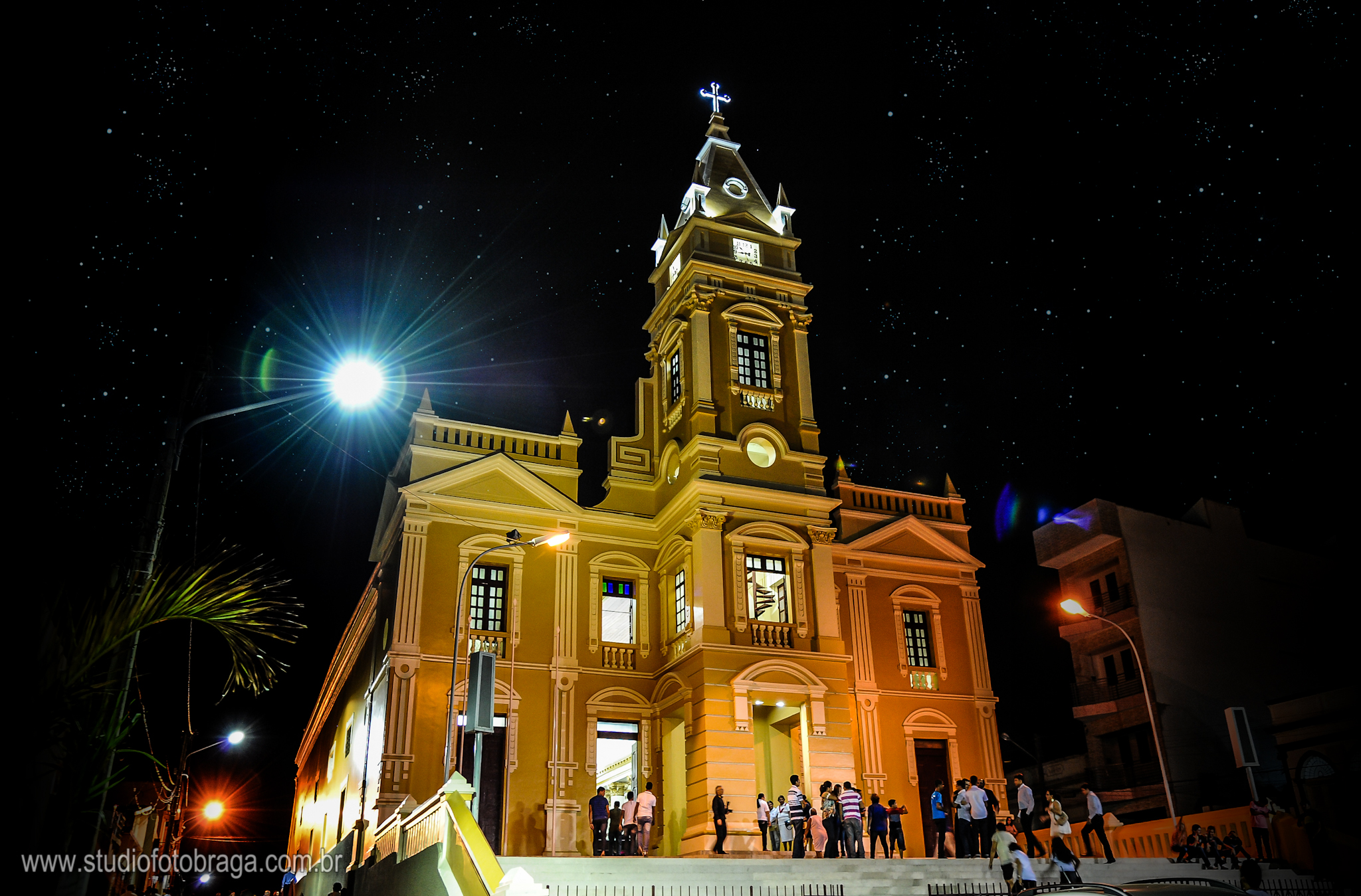
Fachada principal da Catedral
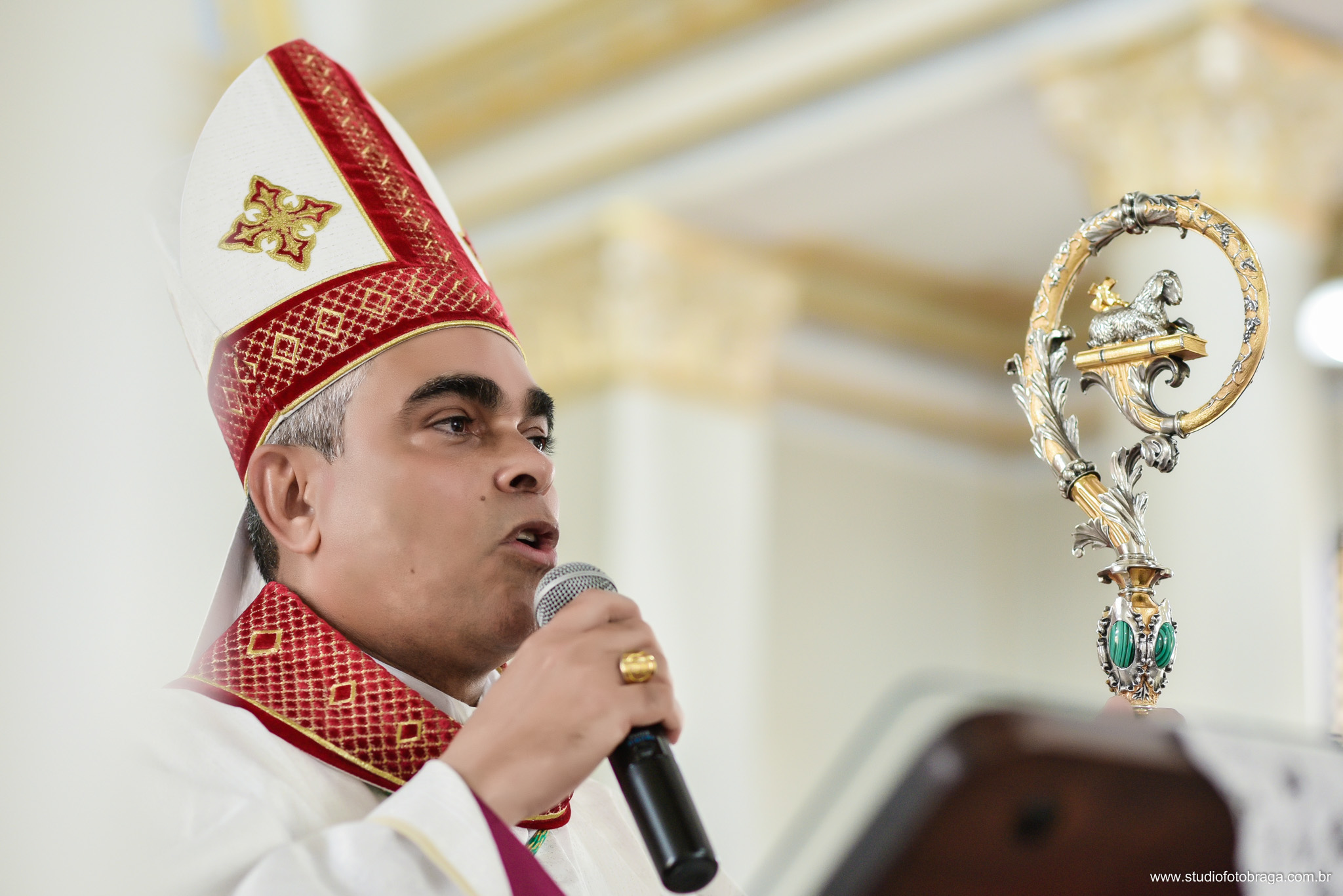
Dom Aldemiro utilizando Báculo da Diocese
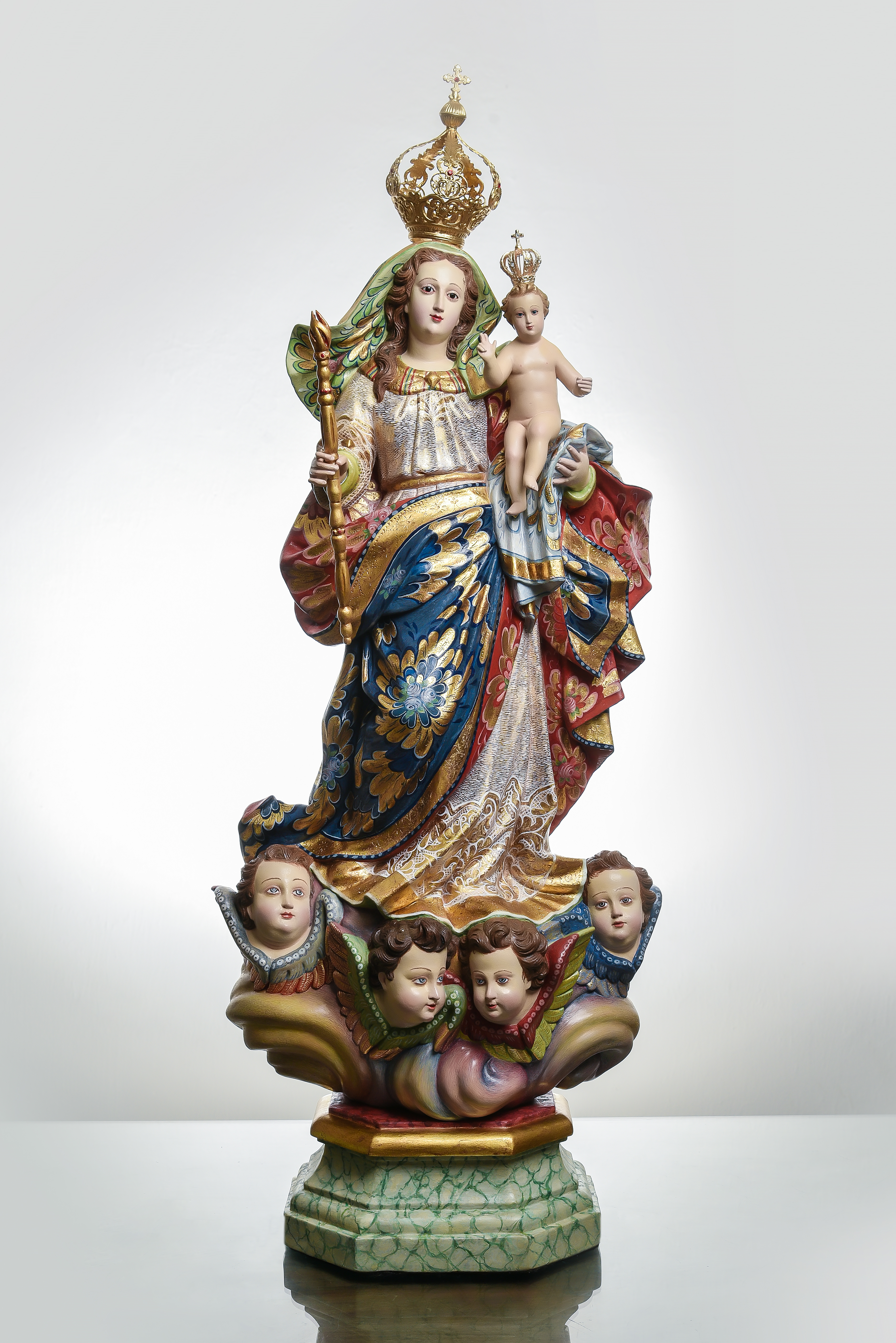
Imagem de Nossa Senhora da Luz
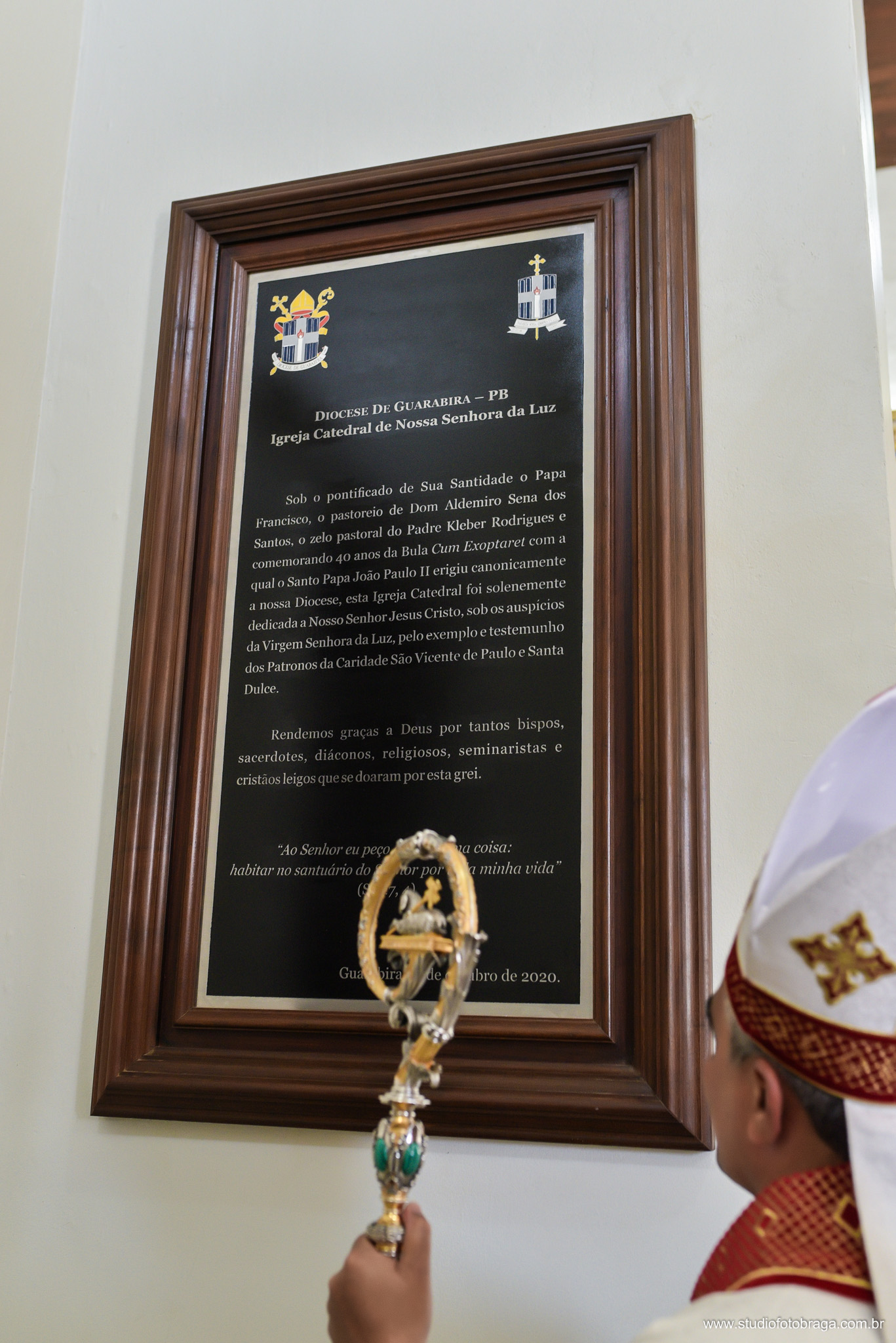
Placa da Dedicação da Catedral
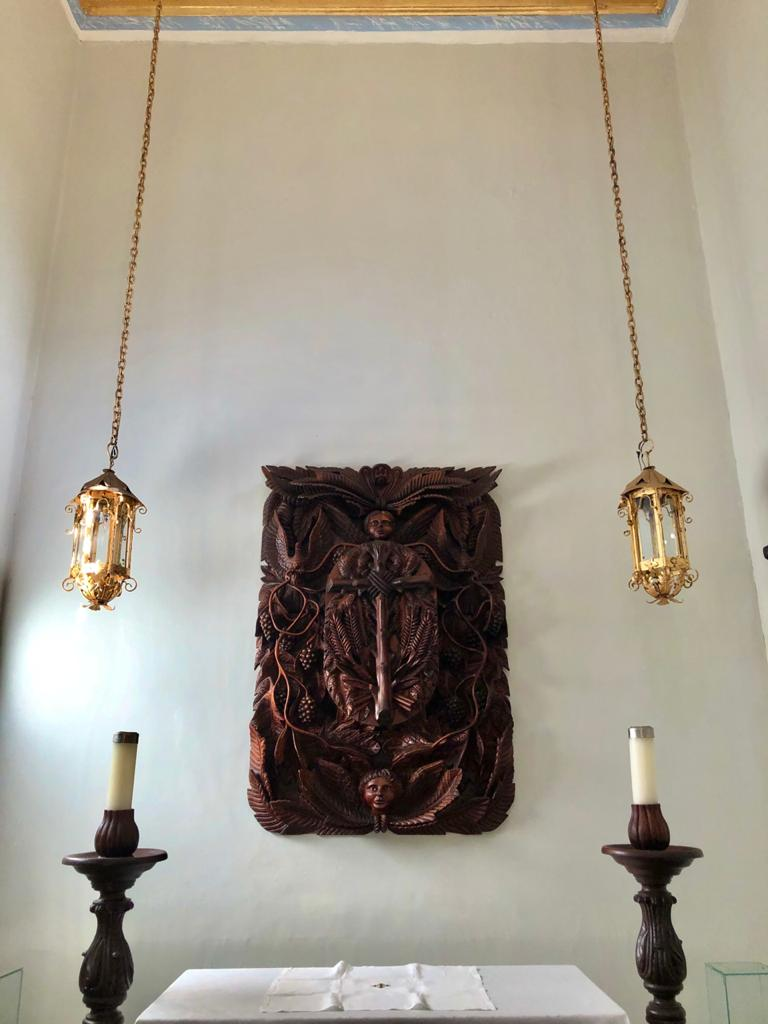
Sacrário da Igreja

## Ligações externas

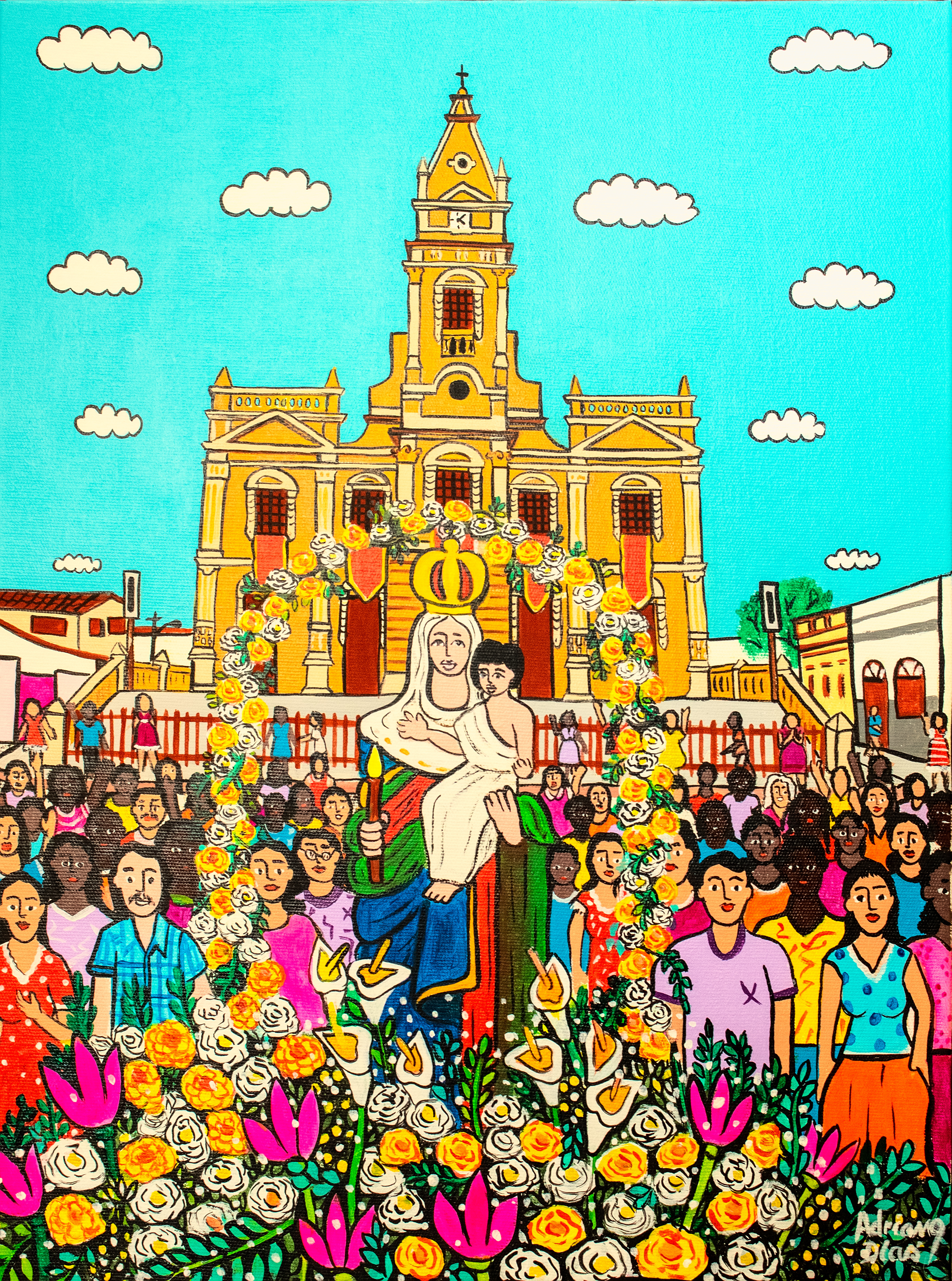
Tela "Procissão de Nossa Senhora da Luz"

### Arte Naif
Como a cidade de Guarabira é berço de inúmeros artistas plásticos, na novena de Nossa Senhora da Luz de 2021, foi encomendada uma pintura que pudesse retratar com fidelidade o sentimento do povo guarabirense em relação à sua padroeira. Para este trabalho, foi escolhido o artista Adriano Dias, pintor natural do município e importante representante da arte Naif guarabirense. Consciente que a arte Naif descreve o cotidiano das pessoas de maneira simples, a obra de Adriano denominada “Procissão de Nossa Senhora da Luz” evidencia a fé do povo, de maneira espontânea e criativa.
A igreja sempre foi promotora e guardiã da arte, por isso, a Paróquia Nossa Senhora da Luz pretendeu unir novamente a cultura e a fé. Além disso, também foi desejo dos organizadores do projeto, homenagear o Prefeito Zenóbio Toscano de Oliveira, falecido no dia 14 de junho de 2020. Como homem à frente do seu tempo, Zenóbio foi incansável incentivador da cultura e da arte guarabirense.